# رمرت ویلینگا
رمرت ویلینگا (هلندی: Remmert Wielinga؛ زادهٔ ۲۷ آوریل ۱۹۷۸) دوچرخه‌سوار اهل هلند است.